# Шильдхорн

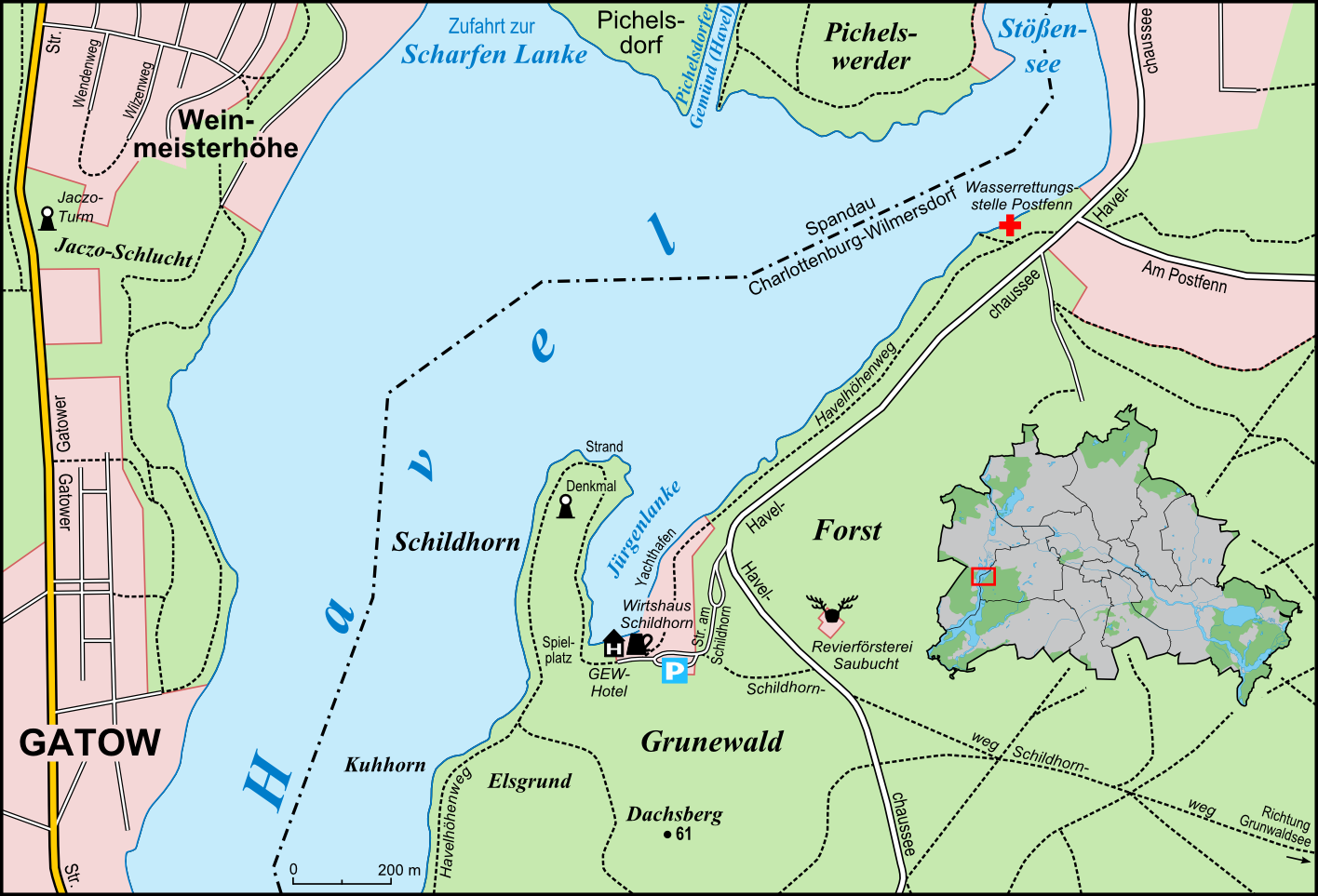
Шильдхорн на карте

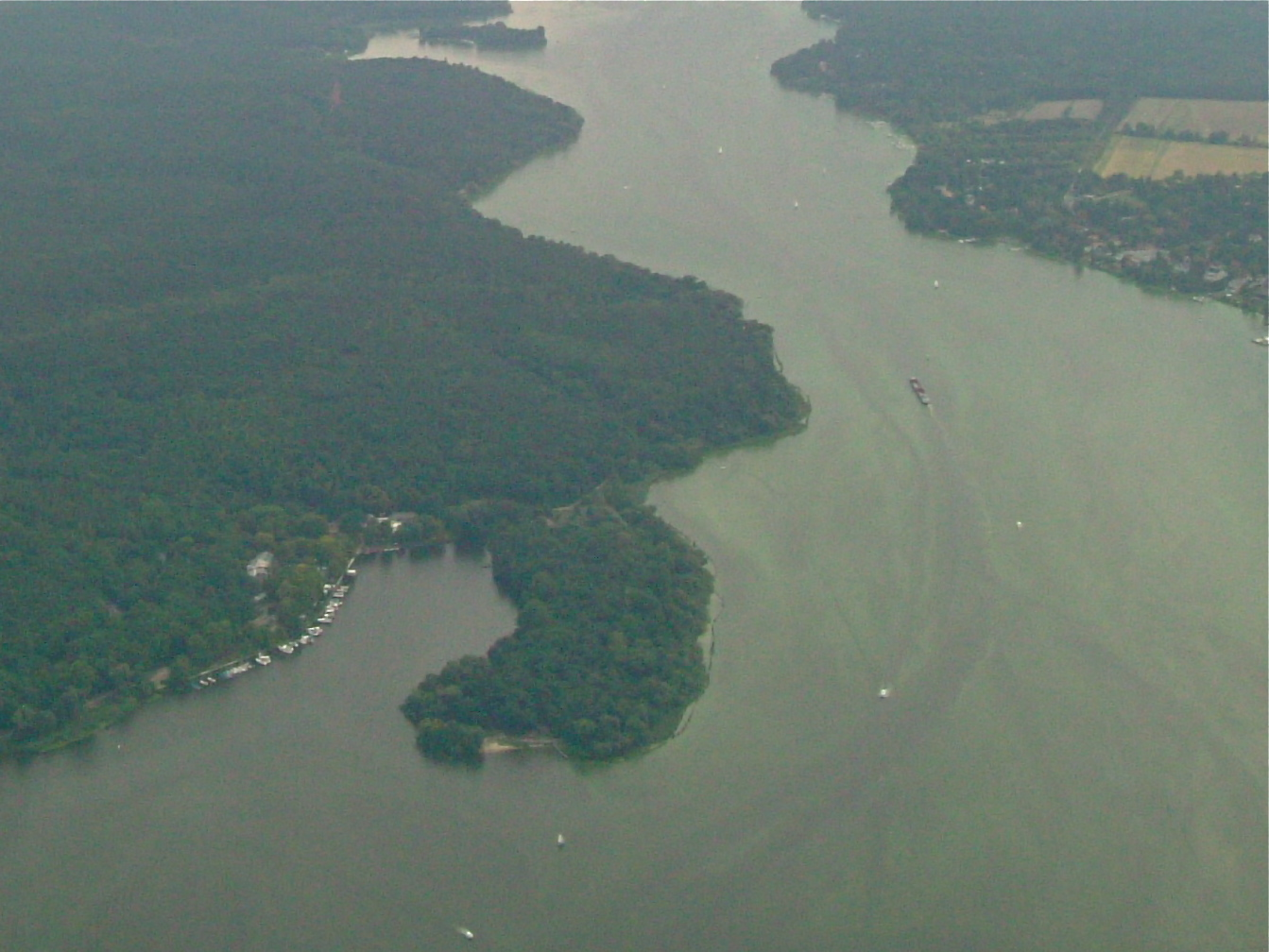
Мыс Шильдхорн с высоты птичьего полёта

Ши́льдхорн (нем. Schildhorn, с нем. — «Schild» «щит» и нем. Horn — «рог, мыс») — полуостров, образованный рекой Хафель в природоохранной зоне лесопарка Груневальд в одноимённом берлинском районе, входящем в городской округ Шарлоттенбург-Вильмерсдорф. Полуостров имеет 110 метров в ширину и выдается примерно на 400 метров в Хафель, образуя слева небольшой залив. Название полуострова связано с легендой о чудесном спасении славянского князя Яксы из Копаницы. В память об этом событии на видном месте установлен монумент, эскиз которого в 1844 году набросал сам король Пруссии Фридрих Вильгельм IV.

## История
В 1147 году 150-тысячное войско саксонских, датских и польских феодалов под предводительством Генриха Льва предприняло Вендский крестовый поход (нем. Wendenkreuzzug) против вендов — полабско-прибалтийских славян, проживавших на территории между Эльбой, Траве и Одером, большая часть которых считались язычниками. Основными племенами славян, живших по берегам Хафеля, были гевеллы (гавеляне, самоназвание стодоряне, нем. Heveller) и спревяне (шпревяне). Местный князь спревян — Якса из Копаницы (Кёпеника) — оказывал сопротивление, но был выбит из крепости Бранибор, которую снова захватил в 1153 году, вступив в сговор с поляками.
11 июня 1157 года в сражении за крепость Бранибор Альбрехту Медведю удалось изгнать Яксу и вернуть власть на гевельских землях. Своей грамотой от 3 октября 1157 года он впервые назвал себя маркграфом Бранденбурга — Adelbertus Die gratia marchio in Brandenborch, и поэтому 1157 год считается фактической датой основания Бранденбургской марки.

## Легенда

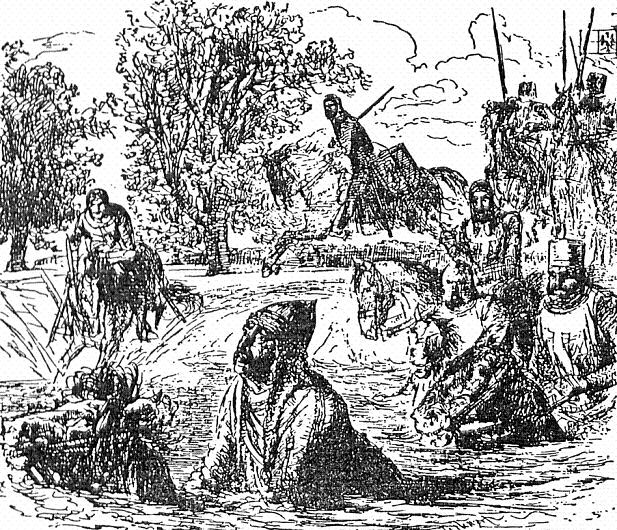
Тонущий Якса на коне, гравюра на дереве

Согласно легенде начала XIX века, Альбрехт с двумя рыцарями преследовал Яксу. На переправе через Хафель потерявший последние силы конь Яксы стал тонуть. Язычник в отчаянии воззвал к христианскому богу, подняв щит над головой. Ему вдруг показалось, что чья-то могучая рука взяла его за щит и удержала над водой, придав силы тонущему коню. Добравшись до берега, Якса поклялся в верности Господу и повесил свой щит на дуб: «свой щит же, которого касалась десница Господа, оставил он тому месту, где проявилось Чудо». В этом же году Альбрехт начал именоваться маркграфом Бранденбургским, 11 июня празднуется как день основания на славянских землях Маркграфства Бранденбург.

## Этимология
Название полуострова, несомненно, происходит от полабского слова Styte (в транскрипции с полабских наречий оно скорее должно выглядеть как Ščit) и западнославянского ščitž — щит. В Земельной книге Шпандау в 1590 и в 1704 годах были записи как в форме Das Schildhorn, так и Die Styte, то есть в исконно славянской форме. Последние записи в Земельной книге относятся к 1930 году. Первое письменное упоминание о Шильдхорне встречается именно здесь в записи за 1590 год («[…] где расположена рыбацкая деревня под названием Шильдхорн»).

## Памятник

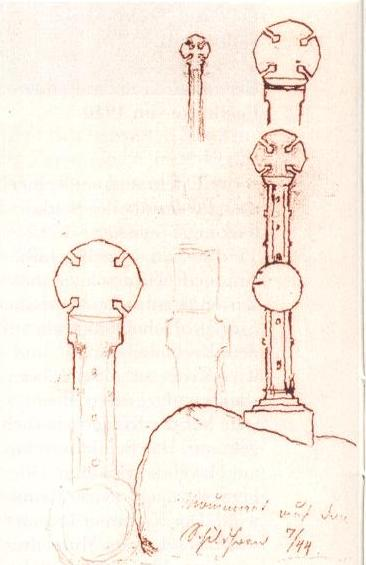
Эскиз памятника, сделанный рукой монарха Фридриха Вильгельма IV

Летом 1845 года по проекту архитектора Фридриха Штюлера и эскизу Фридриха Вильгельма IV из песчаника был построен монумент с круглым крестом сверху и щитом князя Яксы посередине, символизирующим крещение и принятие христианства. Круглая форма креста отсылает к кресту на трирском рынке.
Памятник представляет собой восьмиугольную колонну в романском стиле. Высота колонны, состоящей из 16 частей, — 9 метров.
Колонна украшена стилизованными пеньками, символизирующими обрубленные ветки, напоминающие о том, что щит был повешен именно на дереве.
Известно, что бюджет в 430 талеров, выделенных на строительство монумента, был превышен. Первоначальный план предполагал восьмиугольное основание колонны, которое было заменено на простой четырёхугольный цоколь на более основательном фундаменте, ввиду того, что тот дал осадку в мягком грунте.
Фридрих Вильгельм IV по завершении строительства приказал на вершине мыса установить табличку, объясняющую символику памятника. В 1893 году на цоколе выбили посвящение на местном диалекте:
Grot Wendenfürst, dorch Dine Mut 
Es hier dat Denkmal obgebut,
doch hite geft kin Fersten mehr,
De drever swemmt mit Schild und Speer.

„Великому венедскому князю, Твоему мужеству
поставлен сей памятник,
хоть и нет уже сегодня Князя,
но вечно плывёт он здесь со щитом и копьем.“
В 1945 году памятник был сильно повреждён и в 1954 году был реконструирован силами учеников камнерезных мастерских под руководством Карла Венка за собственный счёт Сената берлинского района Далем. Это было сделано с помощью сохранившихся фотоснимков и четырёх обломков. Цоколь же был полностью обновлён и сделан чуть более высоким. Надпись на цоколе не сохранилась.

## Исторические заметки
Строительство шоссе вдоль Хафеля в период с 1879 по 1885 длиной около тринадцати километров от тогдашней границы Берлина позволило соединить Шильдхорн с Берлинской городской сетью автодорог. После открытия железнодорожной ветки Ванзее в 1874 году и особенно после открытия станции Груневальд в 1879 году, построенной специально для загородных экскурсий, Шильдхорн стал любимым местом для воскресных выездов на природу. По воскресеньям несколько десятков тысяч экскурсантов прибывали порой в 1880-е годы на железнодорожную станцию Груневальд, охотно посещая пляжи и одноимённую корчму «Шильдхорн». Строительство первого ресторана в зале хозяина дома началось ещё в 1881 году, что способствовало посещению этого уголка после соответствующего законопроекта: посещение корчмы во время пикника было особенно популярно, так как гости могли поедать даже свои, привезенные с собой, припасы — вплоть до 1950-х годов.

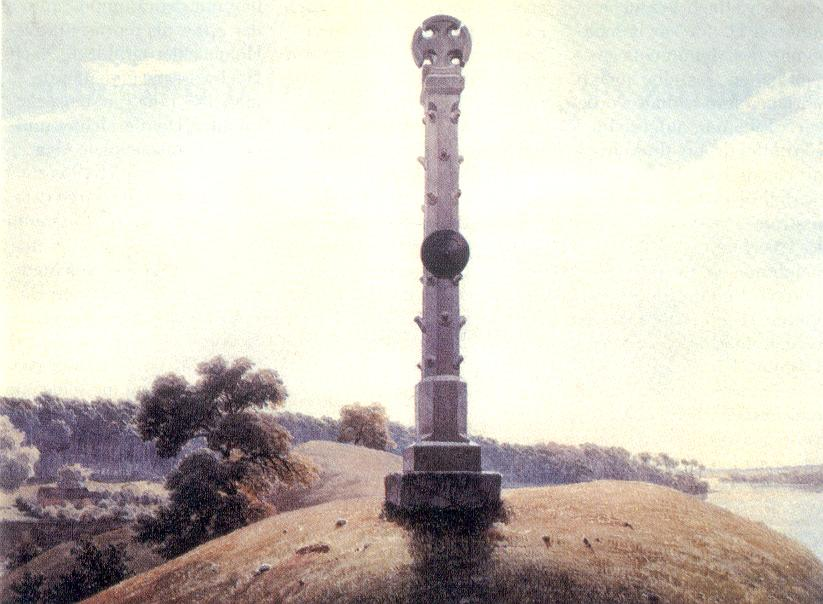
Памятник Шильдхорн, картина Эдуарда Гертнера, 1848, масло

## Политика
Несмотря на то, что личность Альбрехта Медведя была одной из знаковых в Третьем рейхе, как одержавшего победу над славянским (и, с точки зрения идеологии нацизма, не арийским) князем, легенда и памятник почти не использовался как инструмент идеологии в национал-социалистической пропаганде. Во всяком случае, памятник хоть и считался «поворотным пунктом в истории страны», как было написано на памятной табличке по указу Фридриха Вильгельма IV, и стоял на переднем плане в отражении христианизации края, он увековечивал, тем не менее, лицо славянского князя. В заметке газеты Spandauer Zeitung к 90-летнему юбилею монумента 13 июля 1935 года было отмечено, что в памятнике «нет национального содержания» и «сказывается отсутствие отечественной победоносной основы».

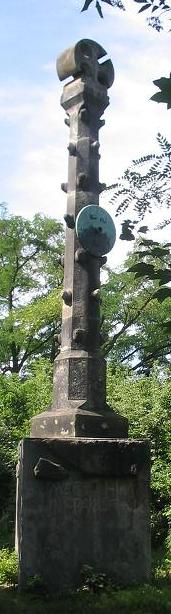
Памятник Шильдхорн

Am Schildhorn beginnt die deutsche Geschichte unseres Landes, am Schildhorn wurde der Grund gelegt zur Mark Brandenburg, so ruft uns die Sage zu, und gern glaubt das patriotische und poetische Gefühl ihren Klängen.

От Шильдхорна ведёт своё начало немецкая история нашего края, Шильдхорн был основанием Маркграфства Бранденбург, у каждого, кто слышит эту старинную сагу, просыпаются радостные патриотические и поэтические чувства.Wilhelm Schwartz: Das Schildhorn bei Spandau …, стр. 282